# Campo Crucero
Campo Crucero är en ort i Mexiko.   Den ligger i kommunen Guasave och delstaten Sinaloa, i den västra delen av landet, 1 200 km nordväst om huvudstaden Mexico City. Campo Crucero ligger 15 meter över havet och antalet invånare är 355.
Terrängen runt Campo Crucero är mycket platt. Runt Campo Crucero är det ganska tätbefolkat, med 100 invånare per kvadratkilometer. Närmaste större samhälle är Guasave, 5,9 km nordost om Campo Crucero. Trakten runt Campo Crucero består till största delen av jordbruksmark.